# La Trinité-Porhoët
Pour les articles homonymes, voir La Trinité et Porhoët (homonymie).
La Trinité-Porhoët [la tʁinite pɔʁwɛt] est une commune française située dans le département du Morbihan, en région Bretagne.

## Géographie
| Coëtlogon Côtes-d'Armor |                    | Ménéac |
| Plumieux Côtes-d'Armor  | La Trinité-Porhoët |        |
| Forges de Lanouée       |                    | Mohon  |

### Hydrographie
Pour un article plus général, voir Réseau hydrographique du Morbihan.
La commune est située dans le bassin Loire-Bretagne. Elle est drainée par le Ninian, le Frolan et le Guerfro, et un autre petit cours d'eau,.
Le Ninian, d'une longueur de 60 km, prend sa source dans la commune de Laurenan et se jette  dans le canal de Nantes à Brest à Val d'Oust, après avoir traversé 16 communes. 

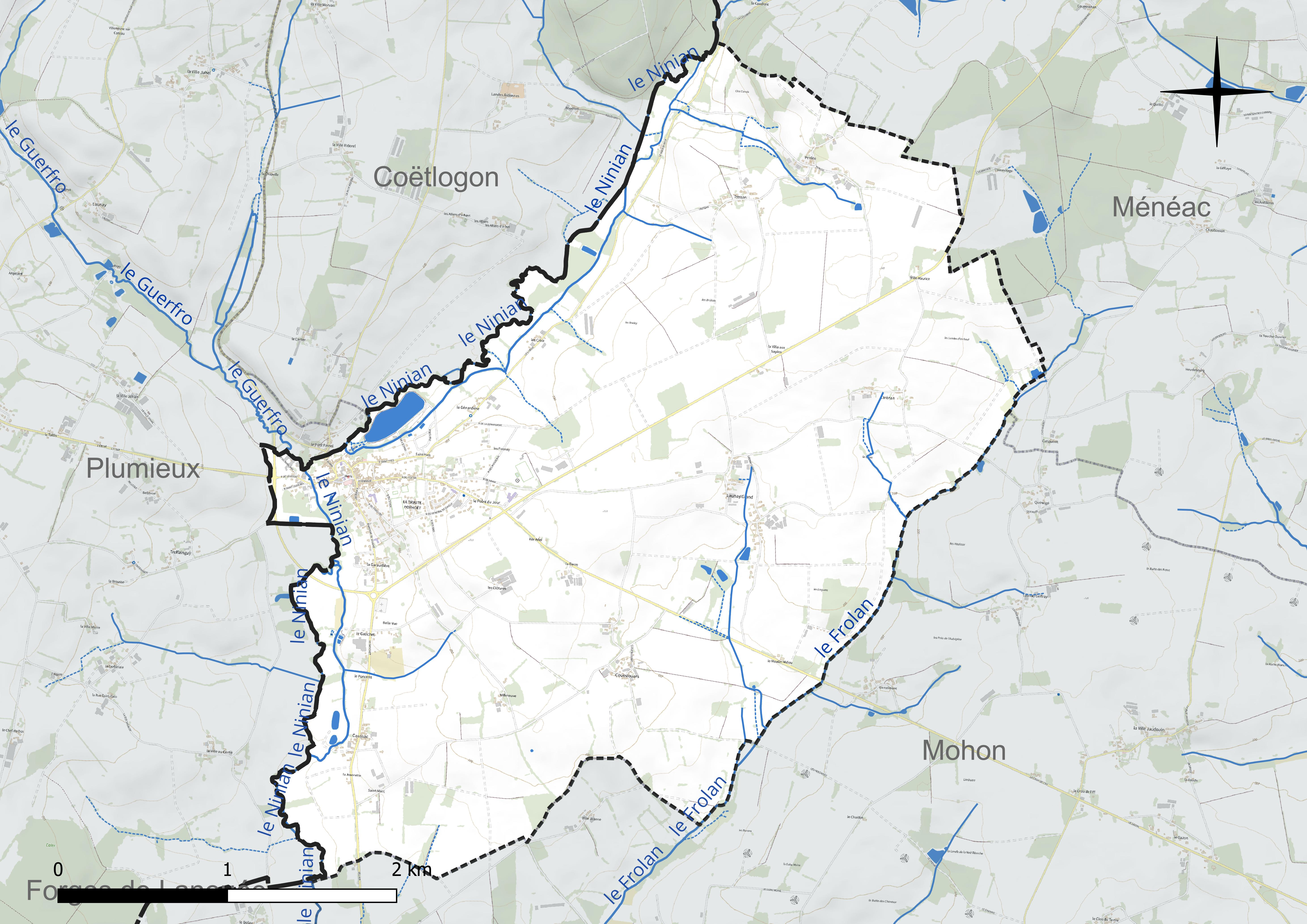
Réseau hydrographique de la Trinité-Porhoët.

### Climat
Pour des articles plus généraux, voir Climat de la Bretagne et Climat du Morbihan.
En 2010, le climat de la commune est de type climat océanique franc, selon une étude du CNRS s'appuyant sur une série de données couvrant la période 1971-2000. En 2020, Météo-France publie une typologie des climats de la France métropolitaine dans laquelle la commune est exposée à un climat océanique et est dans une zone de transition entre les régions climatiques « Finistère nord  » et « Bretagne orientale et méridionale, Pays nantais, Vendée ». Parallèlement l'observatoire de l'environnement en Bretagne publie en 2020 un zonage climatique de la région Bretagne, s'appuyant sur des données de Météo-France de 2009. La commune est, selon ce zonage, dans la zone « Intérieur Est », avec des hivers frais, des étés chauds et des pluies modérées.  
Pour la période 1971-2000, la température annuelle moyenne est de 11,2 °C, avec une amplitude thermique annuelle de 12,2 °C. Le cumul annuel moyen de précipitations est de 813 mm, avec 13,4 jours de précipitations en janvier et 6,5 jours en juillet. Pour la période 1991-2020, la température moyenne annuelle observée sur la station météorologique la plus proche, située sur la commune de Merdrignac à 15 km à vol d'oiseau, est de 11,7 °C et le cumul annuel moyen de précipitations est de 905,0 mm,. Pour l'avenir, les paramètres climatiques de la commune estimés pour 2050 selon différents scénarios d'émission de gaz à effet de serre sont consultables sur un site dédié publié par Météo-France en novembre 2022.

## Urbanisme

### Typologie
Au 1er janvier 2024, La Trinité-Porhoët est catégorisée commune rurale à habitat dispersé, selon la nouvelle grille communale de densité à sept niveaux définie par l'Insee en 2022.
Elle est située hors unité urbaine et hors attraction des villes,.

### Occupation des sols
L'occupation des sols de la commune, telle qu'elle ressort de la base de données européenne d’occupation biophysique des sols Corine Land Cover (CLC), est marquée par l'importance des territoires agricoles (95 % en 2018), une proportion sensiblement équivalente à celle de 1990 (95,1 %). La répartition détaillée en 2018 est la suivante : 
terres arables (74,4 %), zones agricoles hétérogènes (10,6 %), prairies (10 %), zones urbanisées (4,8 %), forêts (0,2 %). L'évolution de l’occupation des sols de la commune et de ses infrastructures peut être observée sur les différentes représentations cartographiques du territoire : la carte de Cassini (XVIIIe siècle), la carte d'état-major (1820-1866) et les cartes ou photos aériennes de l'IGN pour la période actuelle (1950 à aujourd'hui).

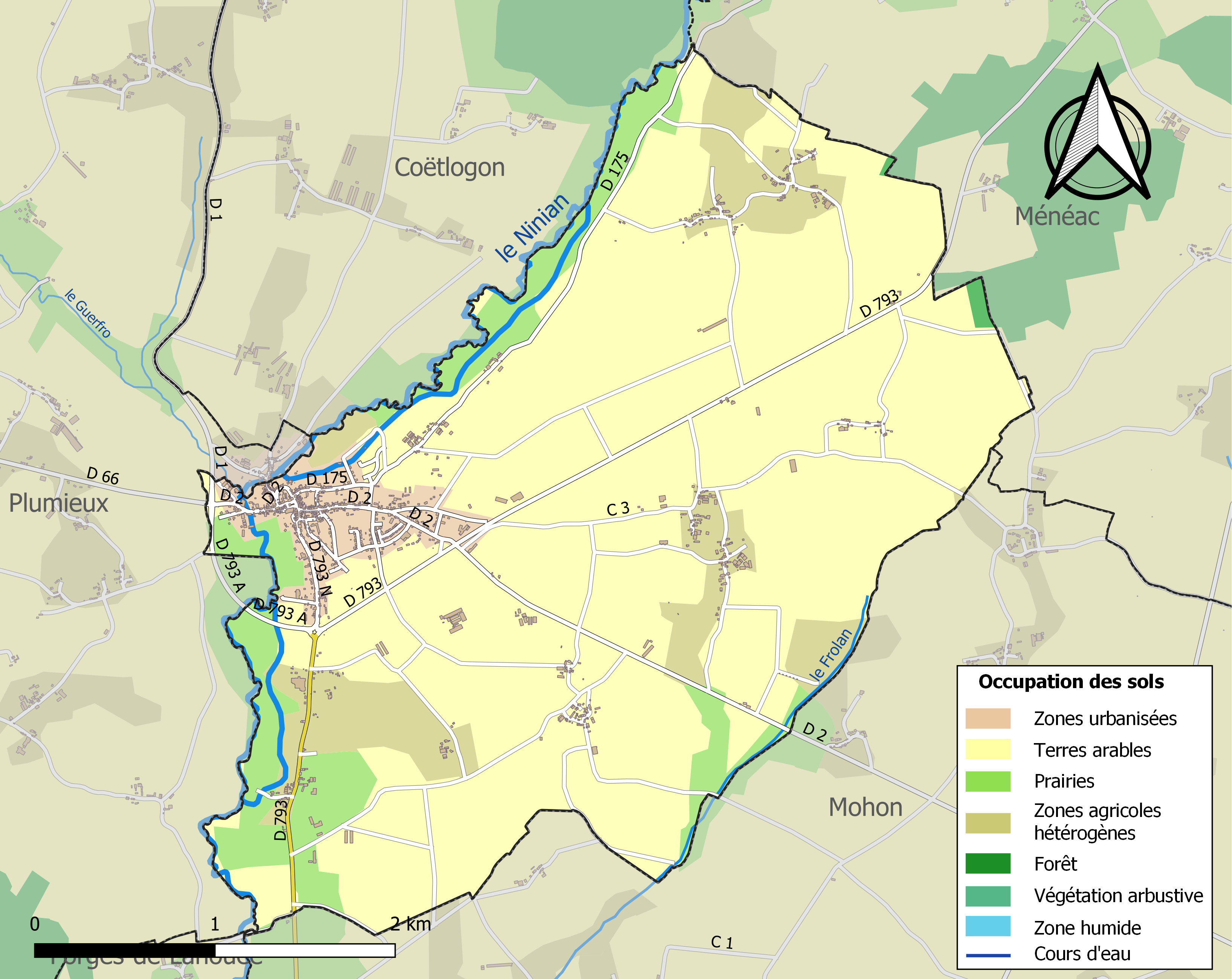
Carte des infrastructures et de l'occupation des sols de la commune en 2018 (CLC).

## Toponymie
Attesté sous les formes Sanctae Trinitatis de Porhoit en 1163 dans le cartulaire de Redon, Villa de Trinitate en 1251.
La Trinité : de la Sainte Trinité chrétienne représentant le Père, le Fils et Saint-Esprit. La forme Villa de Trinitate de 1251 rappelle que ce toponyme peut être lié à l'existence d'une villa gallo-romaine.
Les formes anciennes de Porhoet se retrouvent dans Porhoët (pays historique au centre de la Bretagne) et semble dériver du latin Pagus trans Sylvam, « le pays à travers la forêt ».
Le nom de la localité en gallo est La Terniteu. Il se prononce [ön drindèt pòr'hwè:t] en breton.

## Histoire

### LeXIXesiècle
En 1866, une épidémie de variole fit 25 malades et provoqua 6 décès à La Trinité-Porhoët.

## Blasonnement
|  | Les armoiries de La Trinité-Porhoët se blasonnent ainsi : De gueules au château d’or couvert du même, maçonné et ajouré de sable, au franc-canton d’hermine. Devise « Beata pacis visio » (« Bienheureuse vision de paix »). (Armes de la famille de Porhoët) |

## Politique et administration
| Période                                  | Période                    | Identité               | Étiquette | Qualité |
| ---------------------------------------- | -------------------------- | ---------------------- | --------- | ------- |
| 2001                                     | septembre 2009 (démission) | Marcel Van de Casteele |           |         |
| 11 septembre 2009 Réélu en 2014          | mai 2020                   | Alain Buot             |           |         |
| mai 2020                                 | En cours                   | Michel Philippe        |           |         |
| Les données manquantes sont à compléter. |                            |                        |           |         |

En mars 2008, Marcel Van de Casteele a été réélu maire. Ayant démissionné, il est remplacé par Alain Buot le 11 septembre 2009.

## Démographie
L'évolution du nombre d'habitants est connue à travers les recensements de la population effectués dans la commune depuis 1793. Pour les communes de moins de 10 000 habitants, une enquête de recensement portant sur toute la population est réalisée tous les cinq ans, les populations de référence des années intermédiaires étant quant à elles estimées par interpolation ou extrapolation. Pour la commune, le premier recensement exhaustif entrant dans le cadre du nouveau dispositif a été réalisé en 2006.

En 2022, la commune comptait 667 habitants, en évolution de −2,06 % par rapport à 2016 (Morbihan : +3,82 %, France hors Mayotte : +2,11 %).
| 1793 | 1800 | 1806 | 1821 | 1831 | 1836 | 1841 | 1846 | 1851  |
| ---- | ---- | ---- | ---- | ---- | ---- | ---- | ---- | ----- |
| 599  | 485  | 552  | 609  | 585  | 583  | 587  | 600  | 1 299 |

| 1856  | 1861  | 1866  | 1872  | 1876  | 1881  | 1886  | 1891  | 1896  |
| ----- | ----- | ----- | ----- | ----- | ----- | ----- | ----- | ----- |
| 1 257 | 1 282 | 1 210 | 1 201 | 1 156 | 1 198 | 1 222 | 1 218 | 1 230 |

| 1901  | 1906  | 1911  | 1921  | 1926  | 1931  | 1936  | 1946  | 1954  |
| ----- | ----- | ----- | ----- | ----- | ----- | ----- | ----- | ----- |
| 1 230 | 1 209 | 1 162 | 1 105 | 1 178 | 1 152 | 1 060 | 1 083 | 1 031 |

| 1962  | 1968  | 1975  | 1982  | 1990 | 1999 | 2006 | 2011 | 2016 |
| ----- | ----- | ----- | ----- | ---- | ---- | ---- | ---- | ---- |
| 1 059 | 1 070 | 1 021 | 1 088 | 901  | 816  | 767  | 690  | 681  |

| 2021 | 2022 | - | - | - | - | - | - | - |
| ---- | ---- | - | - | - | - | - | - | - |
| 668  | 667  | - | - | - | - | - | - | - |

La Trinité-Porhoët a connu une lente, mais continue, érosion démographique depuis le milieu du XIXe siècle passant de 1 299 habitants en 1851 à 1 060 en 1936, 1 014 en 1962, 901 en 1990 et 674 en 2018.

## Culture et patrimoine

### Lieux et monuments
- L'église de la Trinité-Porhoët est classée monument historique.
- Croix rue du Val - rue Billette.

## Personnalités liées à la commune
- Jacques Glays (1749-1819), homme politique né à La Trinité-Porhoët, député du Morbihan au Conseil des Cinq-Cents.